# Distrikt Monzón
Der Distrikt Monzón liegt in der Provinz Huamalíes in der Region Huánuco in Westzentral-Peru. Er wurde am 2. Januar 1857 gegründet. Der Distrikt erstreckt sich über eine Fläche von 1403 km². Im Distrikt wurden beim Zensus 2017 13.312 Einwohner gezählt. Im Jahr 1993 lag die Einwohnerzahl bei 6992, im Jahr 2007 bei 18.751. Verwaltungssitz ist die 920 m hoch gelegene Ortschaft Monzón mit 1149 Einwohnern (Stand 2017). Monzón befindet sich 55 km nordöstlich der Provinzhauptstadt Llata.
Der Distrikt Monzón macht immer wieder durch Funde von illegal angebauten Cocasträuchern und Chemikalien zur Herstellung von Kokain Schlagzeilen.

## Geographische Lage
Der Distrikt liegt in der peruanischen Zentralkordillere westlich der Stadt Tingo María. Der Fluss Río Monzón, linker Nebenfluss des Río Huallaga, durchfließt den Distrikt in östlicher Richtung.

## Ortschaften
Im Distrikt gibt es neben dem Hauptort folgende größere Ortschaften:
- Agua Blanca (324 Einwohner)
- Cachicoto (2475 Einwohner)
- Cashapampa (556 Einwohner)
- Caunarapa (292 Einwohner)
- Chipaco
- Chipaquillo (430 Einwohner)
- Cuyaco (281 Einwohner)
- La Granja (268 Einwohner)
- Manchuria (286 Einwohner)
- Maravilla (307 Einwohner)
- Palo Acero (592 Einwohner)
- Pista Loli (421 Einwohner)
- Río Espino (314 Einwohner)
- Sachavaca (867 Einwohner)
- Tazo Grande (499 Einwohner)

## Ausnahmezustand 2011
Am 14. September 2011 rief die peruanische Regierung in dem Distrikt einen 60-tägigen Ausnahmezustand aufgrund von kriminellen Aktivitäten ehemaliger Mitglieder der Organisation Sendero Luminoso („Leuchtender Pfad“) in der Region aus.